# Černé duše (Stroupežnický)
Černé duše je historické drama Ladislava Stroupežnického v pěti jednáních. Název Černé duše se dá vysvětlit i jako narážka na stříbrně a černě kosmo dělený erb Smiřických, jichž se hra týká. Tiskem vyšla roku 1878 nákladem knihkupectví Jaroslava Pospíšila v Praze.

## Děj
Černé duše vypráví smyšlený příběh z historie rodu Smiřických. Nedospělý dědic rodinného majetku Jindřich musí zápolit se svou sestrou Markétou, která chce získat majetek pro sebe. Různě proti bratru intrikuje. Snaží se vlichotit ke králi (Fridrichu Falckému), ve skutečnosti však miluje Albrechta z Valdštejna. Využívá také svého sluhu - alchymistu, astrologa a lékaře Belfegoriho, který však myslí hlavně na sebe a také různě intrikuje. Dokonce se svou paní pokusí svést, ta ho však, když ho již nepotřebuje, nechává zatknout. Belfegori ji totiž neprozřetelně prozradil, kde schoval jejího bratra, kterého se ona chce zbavit. Poté ho tajně udala za styky s Albrechtem z Valdštejna. S pomocí šlechtice Wartenberka se Jindřichově podaří nakonec před sestrou utéci. Belfegori králem odsouzený k trestu smrti se mezitím stihl přiznat a byl omilostněn. Po přijetí zprávy, že Kristián z Anhaltu zradil a bitva na Bílé Hoře je prohrána, hra končí.